# Национальное собрание Нагорно-Карабахской Республики
Национальное собрание Наго́рно-Караба́хской Республики (арм. Լեռնային Ղարաբաղի Հանրապետության Ազգային ժողով) или Национальное собрание Республики Арца́х (арм. Արցախի Հանրապետության Ազգային ժողով), ранее — Верховный совет Нагорно-Карабахской Республики (арм. Լեռնային Ղարաբաղի Հանրապետության Գերագույն Խորհուրդ), — высший орган законодательной власти непризнанной Нагорно-Карабахской Республики, действовавший в 1991—2023 годах. Избирался сроком на пять лет, состоял из семи созывов. После азербайджанского наступления в сентябре 2023 года Нагорно-Карабахская Республика со всеми ее институтами прекратила своё существование.

## Статус и функции
Согласно статье 106 Конституции:
- Национальное собрание — представительный орган народа.
- Национальное собрание осуществляет законодательную власть.
- Национальное собрание осуществляет контроль в отношении исполнительной власти, принимает государственный бюджет и осуществляет иные функции, предусмотренные Конституцией.
- Полномочия Национального собрания устанавливаются Конституцией и законами.
- Национальное собрание действует в соответствии со своим регламентом.

## Порядок избрания
Согласно статье 109 Конституции очередные выборы в Национальное собрание проводились одновременно с выборами Президента НКР.
Национальное собрание избиралось гражданами на основе всеобщего равного и прямого избирательного права при тайном голосовании.
Согласно Избирательному кодексу НКР, в парламент проходили партии, набиравшие не менее 5 процентов голосов, и альянсы партий, преодолевавшие порог 7 процентов.

## Фракции
Во фракцию включались только депутаты одной и той же партии или блока партий.
Последний созыв парламента был избран в 2020 году, в него прошли пять партий։
| Партия                               | Лидер             | Количество мандатов | Δ     | %    |
| ------------------------------------ | ----------------- | ------------------- | ----- | ---- |
| Альянс партий «Свободная Родина-ГОА» | Араик Арутюнян    | 16                  | +1    | 48 % |
| «Единая Родина»                      | Самвел Бабаян     | 9                   | новая | 27 % |
| «Справедливость»                     | Виталий Баласанян | 3                   | новая | 9 %  |
| АРФ «Дашнакцутюн»                    | Давид Ишханян     | 2                   | -5    | 6 %  |
| Демократическая партия Арцаха        | Ашот Гулян        | 2                   | -4    | 6 %  |

По состоянию на июнь 2025 года фракции НС продолжают действовать 

## Комиссии
В Национальном собрании НКР последнего созыва действовали семь постоянных комиссий:
- по внешним отношениям,
- по вопросам производства и производственных инфраструктур,
- по вопросам финансов, бюджета и экономического управления,
- по государственно-правовым вопросам,
- по вопросам социальной сферы,
- по вопросам обороны, безопасности и законности,
- по вопросам науки, образования, культуры, молодёжи и спорта.

## Сессии
Очередные сессии Национального собрания созывались два раза в год: в сентябре-декабре и в феврале-июне. Сессии проводились созывом заседаний как минимум один раз в месяц. Очередные заседания парламента проходили как правило по средам и являлись открытыми.
Внеочередную сессию или внеочередное заседание Национального собрания созывал председатель Национального собрания по инициативе президента НКР, не менее одной трети от общего числа депутатов или правительства НКР, по повестке и в сроки, установленные инициатором.
Законодательной инициативой, помимо депутатов, был наделён также и президент НКР.
Национальное собрание НКР находилось в Степанакерте (Ханкенди).

## Председатель
Первая сессия новоизбранного Национального собрания созывалась в третий четверг после выборов не менее двух третей от общего числа депутатов. До избрания председателя (спикера) Национального собрания заседание вёл старейший депутат.
Национальное собрание большинством голосов от общего числа депутатов избирало председателя Национального собрания и заместителя председателя. Председатель Национального собрания вёл заседания, распоряжался материальными средствами Национального собрания и обеспечивал его нормальную деятельность.
До избрания первого президента НКР председатели являлись главой республики.
| Имя              | Имя              | Начало полномочий | Окончание полномочий | Партия                        |
| ---------------- | ---------------- | ----------------- | -------------------- | ----------------------------- |
|                  | Леонард Петросян | 12 сентября 1991  | 8 января 1992        | Беспартийный                  |
|                  | Артур Мкртчян    | 8 января 1992     | 14 апреля 1992       | Дашнакцутюн                   |
| Георгий Петросян | 15 апреля 1992   | 14 июня 1993      |                      | Дашнакцутюн                   |
|                  | Карен Бабурян    | 14 июня 1993      | 12 марта 1996        | Беспартийный                  |
|                  | Артур Товмасян   | 12 марта 1996     | 2 декабря 1997       | Свободная Родина              |
|                  | Олег Есаян       | 2 декабря 1997    | 1 июля 2005          | Беспартийный                  |
|                  | Ашот Гулян       | 1 июля 2005       | 21 мая 2020          | Демократическая партия Арцаха |
|                  | Артур Товмасян   | 21 мая 2020       | 7 августа 2023       | Свободная Родина              |
|                  | Давид Ишханян    | 7 августа 2023    | 3 октября 2023       | Дашнакцутюн                   |

## История
Избранный в 1991 году Верховный совет насчитывал 81 депутата. С 1995 года в парламенте НКР состояло 33 депутата.
В 2005 году две трети из них избирались по мажоритарной системе, треть — по пропорциональной. Демократическая партия Арцаха заняла по пропорциональной системе 5 мандатов, «Свободная Родина» и «Дашнакцутюн» — по три. В выборах участвовали семь партий.
Перед выборами 2010 года в избирательный кодекс было внесено ограничение на смену фракций депутатом.
С сентября 2007 года депутаты Национального собрания НКР заседали в здании, построенном в 2003—2007 годах на центральной площади Степанакерта по проекту Г. А. Хачатряна, одно крыло которого составило отремонтированное здание располагавшейся здесь в советские годы средней школы № 1. Сдача в эксплуатацию была приурочена к 16-й годовщине провозглашения независимости НКР.
В 2020 году был озвучен проект переноса Национального собрания в Шушу. Осенью 2020 года Азербайджан вернул контроль над Шушой, и строительство нового здания парламента осталось незавершённым (в 2021 году недостроенное здание было снесено, а на его месте были возведены отель и конференц-центр общей площадью 2,8 га).
В начале марта 2024 года по решению властей Азербайджана здание Национального собрания в Ханкенди было снесено. Формальной причиной сноса называлось «несоответствие требованиям архитектуры»; азербайджанские СМИ использовали формулировку «незаконный самострой». Нетронутой осталась лишь та часть здания, в котором в советское время располагалась средняя школа.

### Депутаты после 2023 года
С 29 апреля здание представительства Арцаха в Ереване перешло под контроль властей республики Армения .  С 18 мая 2025 года депутатов возглавляет Гагик Багунц. Парламент Арцаха продлил свои полномочия. 